# Bettancourt-la-Longue
Bettancourt-la-Longue ist eine französische Gemeinde im Département Marne in der Region Grand Est. Sie hat eine Fläche von 6,09 km² und 75 Einwohner (2022).

## Geografie
Die Gemeinde Bettancourt-la-Longue liegt am Fluss Chée an der Grenze zum Département Meuse, etwa 24 Kilometer westnordwestlich der Stadt Bar-le-Duc. Sie wird umgeben von den Nachbargemeinden Charmont im Norden, Vroil im Nordosten, Rancourt-sur-Ornain im Osten und Südosten, Alliancelles im Süden, Villers-le-Sec im Südwesten und Westen sowie Vernancourt im Nordwesten.

## Bevölkerungsentwicklung
| Jahr                       | 1962 | 1968 | 1975 | 1982 | 1990 | 1999 | 2006 | 2011 | 2018 |
| -------------------------- | ---- | ---- | ---- | ---- | ---- | ---- | ---- | ---- | ---- |
| Einwohner                  | 102  | 94   | 79   | 81   | 78   | 72   | 85   | 87   | 77   |
| Quellen: Cassini und INSEE |      |      |      |      |      |      |      |      |      |

## Sehenswürdigkeiten
- Kirche Saint-Pierre
- Wasserturm